# Christofer ofödd
Christofer ofödd (Cristóbal Nonato) är en roman av den mexikanske författaren Carlos Fuentes utgiven 1987.
Romanen är en postmodernistisk satir om Mexiko. Berättare är den ända till slutet ofödde Cristóbal som avlats i syfte att komma till världen på 500-årsdagen av Cristóbal Colóns ankomst till den Nya världen 1492. Det barn som föds vid denna tidpunkt ska bli utsedd till "fosterlandets förlorade son" och i vuxen ålder utnämnas till landets regent. Romanen är skriven i en avancerad och gränsöverskridande stil präglad av symbolik och ordlekar. Mexico City kallas i romanen Makesicko City och beskrivs som "sinnebilden för en sjuk värld".